# Стасевич Борис Іванович
Борис Іванович Стасевич (2 грудня 1895, місто Брест-Литовськ, тепер Брест, Республіка Білорусь — розстріляний 13 лютого 1938, місто Москва, тепер Російська Федерація) — білоруський радянський діяч, член Секретаріату ЦК КП(б) Білорусії, відповідальний секретар Оршанського окружного комітету КП(б) Білорусії. Кандидат у члени Бюро ЦК КП(б) Білорусії з 29 листопада 1927 до 11 вересня 1928 року. Член Бюро ЦК КП(б) Білорусії з 11 вересня 1928 до 8 вересня 1929 року. Член ЦВК Білоруської РСР.

## Життєпис
Навчався в духовній семінарії.
З 1914 до 1918 року служив у російській армії, учасник Першої світової війни.
З 1918 року — в Червоній армії, брав участь у громадянській війні в Росії.
Член РКП(б) з 1918 року.
У 1920—1921 роках — заступник завідувача відділу Мінського губернського продовольчого комітету.
З 1921 року — заступник народного комісара внутрішніх справ Білоруської СРР.
З грудня 1922 до серпня 1924 року — відповідальний секретар Мінського повітового комітету КП(б) Білорусії; завідувач відділу Слуцького окружного комітету КП(б) Білорусії.
У серпні 1924 — вересні 1928 року — відповідальний секретар Оршанського окружного комітету КП(б) Білорусії.
11 вересня 1928 — 8 вересня 1929 року — завідувач агітаційно-пропагандистського відділу ЦК КП(б) Білорусії.
11 вересня 1928 — 8 вересня 1929 року — член Секретаріату ЦК КП(б) Білорусії.
З вересня 1929 року — слухач Курсів марксизму в Москві.
Потім був завідувачем Балканської секції Червоного Інтернаціоналу профспілок.
До липня 1937 року — завідувач відділу культури профспілки робітників залізниці імені Дзержинського в Москві.
21 липня 1937 року заарештований органами НКВС. 13 лютого 1938 року засуджений до страти, розстріляний того ж дня, похований на полігоні «Комунарка» біля Москви.
Посмертно реабілітований Військовою колегією Верховного Суду СРСР 26 вересня 1957 року.